# أولريشتاين
اولريش‌اشتاين (بالألمانية: Ulrichstein) هي بلدة، Luftkurort وبلدة ألمانية تقع في ألمانيا في Vogelsbergkreis. يقدر عدد سكانها بـ 3,227 نسمة .